# Somatina pythiaria
Somatina pythiaria là một loài bướm đêm trong họ Geometridae.